# فاضل گلپایگانی
محمدحسن زالی مشهور به فاضل گلپایگانی (۱۳۲۷ – ۲۸ مهر ۱۴۰۲) مجتهد شیعه و نماینده استان تهران در دوره پنجم مجلس خبرگان رهبری بود.